# Julius Martin (Politiker)
Julius Martin (* im 19. Jahrhundert † im 19. oder 20. Jahrhundert) war ein deutscher Amtsrichter und Politiker.

## Leben
Martin studierte Staats- und Rechtswissenschaften und wurde königlich preußischer Gerichtsassessor in Berlin. Ab 1874 war er Justizamtsassessor beim Justizamt Greiz I und ab 1876 beim Justizamt Greiz II. 1879 wurde er Amtsrichter beim Amtsgericht Greiz, bevor er 1881 in den Ruhestand versetzt wurde.
Politisch vertrat er konservative und monarchistische Positionen. Er war Partikularist und setzte sich intensiv gegen das Aufgehen von Reuß älterer Linie in einem deutschen Einheitsstaat ein.
Vom 16. Juni bis zum 25. November 1877 war er (vom Fürsten ernannter) Abgeordneter im Greizer Landtag. 1880 wurde er mit dem fürstlichen Ehrenkreuz II. Klasse ausgezeichnet.